# 라 이스토리아 데 후아나
《라 이스토리아 데 후아나》(스페인어: La historia de Juana)는 2024년 방영된 멕시코의 텔레노벨라이다.